# Schuyler megye (Missouri)
Schuyler megye az Amerikai Egyesült Államokban, azon belül Missouri államban található. Megyeszékhelye és legnagyobb városa Lancaster. Lakosainak száma 4032 fő (2020. április 1.). Schuyler megye Davis, Adair, Scotland, Putnam és Appanoose megyékkel határos.

## Népesség
A megye népességének változása:
| Lakosok száma | 4439 | 4385 | 4389 | 4358 | 4436 | 4032 |
|               | 2010 | 2011 | 2012 | 2013 | 2015 | 2020 |